# Gorla Maggiore
Gorla Maggiore (lombardul: Gòrla Maggior) település Olaszországban, Varese megyében. Lakosainak száma 4835 fő (2023. január 1.). Gorla Maggiore Fagnano Olona, Locate Varesino, Solbiate Olona, Carbonate, Gorla Minore és Mozzate községekkel határos.

## Népesség
A település népességének változása:
| Lakosok száma | 4983 | 4984 | 4835 |
|               | 2017 | 2018 | 2023 |